# Charlie Jones
Stephen Charles Jones (nascut el 13 d'octubre de 1965) és un baixista de sessió anglès, compositor, productor discogràfic i guanyador del premi Grammy.

## Carrera
La carrera de Jones com a artista de gravació i gira s'ha allargat durant més de tres dècades. Amb el pas del temps, va treballar amb Robert Plant, Page and Plant, Loreena McKennitt, Goldfrapp, Siouxsie Sioux i altres. Toca tant el baix elèctric com el contrabaix.
Jones va rebre un premi Grammy el 2009 com a coautor de la cançó "Please Read the Letter" de l'àlbum Raising Sand de Robert Plant i Alison Krauss, gravat originalment per Page & Plant per a l'àlbum Walking into Clarksdale.
El 16 de setembre de 2013, Jones va llançar el seu àlbum debut en solitari Love Form a través de Stranger Records, que va destacar les seves influències de jazz i clàssics.
Tot i que Jones s'ha associat en gran manera a tocar un baix acrílic, el 2022 Fender Custom Shop li va construir un baix de precisió de plàstic. Aquest treball va ser realitzat pel mestre d'obres Scott Buehl.

## Crèdits d'enregistraments
| Any  | Artista                           | Cançó                                                              | Tipus        | Instrument                                         | Ref.  |
| ---- | --------------------------------- | ------------------------------------------------------------------ | ------------ | -------------------------------------------------- | ----- |
| 1985 | Violent Blue                      | "You've Got To Stay Young"                                         | LP           | baix elèctric / compositor                         |       |
| 1988 | Ofra Haza                         | "Shaday"                                                           | LP           | baix elèctric                                      |       |
| 1990 | Various                           | "Live At Knebworth"                                                | LP / Video   | baix elèctric                                      |       |
| 1990 | Robert Plant                      | "Manic Nirvana"                                                    | LP           | baix elèctric / compositor                         |       |
| 1993 | Robert Plant                      | "Fate Of Nations"                                                  | LP           | contrabaix i baix elèctric / compositor            | [ 4 ] |
| 1995 | Jimmy Page i Robert Plant         | "No Quarter - Unledded"                                            | LP / Video   | contrabaix i baix elèctric                         | [ 4 ] |
| 1996 | Definition Of Sound               | "Experience "                                                      | LP           | baix elèctric                                      |       |
| 1996 | The Chernobyl Poppies             | "The Chernobyl Poppies "                                           | LP           | baix elèctric                                      |       |
| 1997 | Innes Sibun                       | "Stardust"                                                         | LP           | baix elèctric                                      |       |
| 1997 | A Rainer Ptacek Tribute / Various | "The Inner Flame"                                                  | LP           | baix elèctric                                      |       |
| 1998 | Jimmy Page i Robert Plant         | "Walking Into Clarksdale"                                          | LP           | baix elèctric / compositor                         | [ 4 ] |
| 1998 | Jimmy Page i Robert Plant         | "Most High"                                                        | LP track     | baix elèctric / compositor                         | [ 4 ] |
| 1999 | Strange Fruit                     | "Still Crazy"                                                      | Banda sonora | baix elèctric                                      | [ 4 ] |
| 1999 | Robert Plant                      | "A Tribute to Skip Spence"                                         | LP           | contrabaix                                         | [ 4 ] |
| 2002 | The High And Lonesome             | "From The Playground "                                             | LP           | contrabaix                                         |       |
| 2002 | Robert Plant                      | "Dreamland"                                                        | LP           | baix elèctric / compositor                         | [ 4 ] |
| 2003 | Goldfrapp                         | "Black Cherry"                                                     | LP           | baix elèctric                                      | [ 4 ] |
| 2003 | Innes Sibun                       | "East Monroe "                                                     | LP           | baix elèctric                                      |       |
| 2003 | Tom McRae                         | "Just Like Blood"                                                  | LP           | baix elèctric                                      | [ 4 ] |
| 2003 | Robert Plant                      | "Sixty Six To Timbuktu"                                            | LP           | baix elèctric / compositor                         | [ 4 ] |
| 2004 | Goldfrapp                         | "Wonderful Electric (Live In London)"                              | LP / Video   | baix elèctric                                      |       |
| 2005 | Goldfrapp                         | "Supernature"                                                      | LP           | baix elèctric                                      | [ 4 ] |
| 2006 | Loreena McKennitt                 | "An Ancient Muse"                                                  | LP           | contrabaix i baix elèctric                         |       |
| 2006 | Robert Plant                      | "Nine Lives"                                                       | LP           | baix elèctric / compositor                         | [ 4 ] |
| 2007 | Siouxsie                          | "Mantaray"                                                         | LP           | Producer / contrabaix i baix elèctric / compositor | [ 4 ] |
| 2007 | Alison Krauss, Robert Plant       | "Raising Sand"                                                     | LP track     | compositor                                         | [ 4 ] |
| 2008 | Merz                              | "Loveheart"                                                        | LP           | contrabaix i baix elèctric                         |       |
| 2008 | Shelleyan Orphan                  | "We Have Everything We Need "                                      | LP           | contrabaix i baix elèctric                         | [ 4 ] |
| 2008 | Goldfrapp                         | "Seventh Tree"                                                     | LP           | baix elèctric                                      | [ 4 ] |
| 2008 | Jimmy Page i Robert Plant         | "Live At Irvine Meadows"                                           | LP / Video   | baix elèctric                                      | [ 6 ] |
| 2008 | Siouxsie                          | "If It Doesn't Kill You (Live From Le Tour Eiffel, Paris, France)" | LP / Video   | contrabaix i baix elèctric                         |       |
| 2009 | Polly Scattergood                 | "Polly Scattergood"                                                | LP           | baix elèctric                                      | [ 4 ] |
| 2009 | Goldfrapp                         | "Nowhere Boy"                                                      | Banda sonora | contrabaix                                         |       |
| 2009 | David Rhodes                      | "Bittersweet"                                                      | LP           | contrabaix i baix elèctric                         |       |
| 2009 | The Proclaimers                   | "Notes & Rhymes"                                                   | LP           | harmònica                                          | [ 4 ] |
| 2010 | Goldfrapp                         | "Head First"                                                       | LP           | baix elèctric                                      | [ 4 ] |
| 2010 | Jim Kerr                          | "Lost Boy"                                                         | LP           | baix elèctric                                      |       |
| 2013 | David Rhodes                      | "The David Rhodes Band"                                            | LP           | baix elèctric                                      |       |
| 2013 | Goldfrapp                         | "Tales of Us"                                                      | LP           | baix elèctric                                      | [ 4 ] |
| 2013 | Little Boots                      | "Nocturnes"                                                        | LP           | baix elèctric                                      | [ 4 ] |
| 2013 | Charlie Jones                     | "Love Form"                                                        | LP           | intèrpret, productor, compositor                   | [ 4 ] |
| 2014 | Novastar                          | "Inside Outside"                                                   | LP           | baix elèctric                                      |       |
| 2014 | Susheela Raman                    | "Queen Between"                                                    | LP           | baix elèctric                                      |       |
| 2015 | Laura Pausini                     | "Simili"                                                           | LP           | baix elèctric                                      | [ 4 ] |
| 2016 | Jennifer Crook                    | "The Year, She Turns "                                             | LP           | baix elèctric                                      |       |
| 2017 | Goldfrapp                         | "Silver Eye"                                                       | LP           | baix elèctric                                      | [ 4 ] |
| 2017 | Jimmy Copley                      | "Psychefunk (En directe, xou: On Through The Music)"               | EP           | baix elèctric                                      |       |
| 2018 | Laura Pausini                     | "Fatti Sentire"                                                    | LP           | baix elèctric                                      |       |
| 2020 | Robert Plant                      | "Digging Deep: Subterranea"                                        | LP           | baix elèctric / compositor                         | [ 4 ] |
| 2021 | Marti Pellow                      | "Stargazer"                                                        | LP           | baix elèctric                                      | [ 4 ] |
| 2021 | Imelda May                        | "11 Past the Hour"                                                 | LP           | baix elèctric                                      | [ 4 ] |
| 2022 | The Cult                          | "Under the Midnight Sun"                                           | LP           | baix elèctric                                      | [ 4 ] |